# Gossip Girl: Acapulco
Gossip Girl: Acapulco è una serie televisiva messicana del 2013, liberamente ispirata alla serie statunitense Gossip Girl.
La prima e unica stagione è stata trasmessa in prima visione dal 5 agosto 2013 sul canale pay messicano Golden Premier, poi dal 10 settembre su Telehit, dal 20 settembre negli Stati Uniti su UniMás e dall'11 novembre sul canale gratuito Canal 5. Alla fine della messa in onda, tutti e venticinque gli episodi sono stati resi disponibili per la visione on demand a pagamento tramite VEO. Dal 2 giugno 2014 la serie è stata trasmessa su UniCable.
Gossip Girl: Acapulco è stata nominata come miglior serie all'edizione messicana dei Premios TVyNovelas 2014; il riconoscimento è però stato assegnato a María de todos los ángeles.

## Trama
Sofía López-Haro torna inaspettatamente ad Acapulco, dopo essere partita un anno prima senza dare spiegazioni a nessuno, per far visita al fratello minore Eric, che ha tentato il suicidio. La notizia non viene presa bene da Bárbara Fuenmayor, che ha sempre dovuto vivere all'ombra della migliore amica Sofía, e medita vendetta soprattutto dopo aver scoperto che, prima di lasciare Acapulco, Sofía è andata a letto con il suo ragazzo, Nico de la Vega. Le incomprensioni tra le due amiche vengono presto risolte, anche perché Sofía comincia a uscire con Daniel Parra, un surfista appena conosciuto. Ignara che Nico provi ancora qualcosa per Sofía, Bárbara cerca di tornare con lui, ma, quando lo vede baciare una ragazza che Nico crede essere Sofía, finisce a letto con Max Zaga, il migliore amico di Nico. La famiglia di quest'ultimo, intanto, viene coinvolta in uno scandalo quando si scopre che Santiago de la Vega, padre di Nico, è indagato per frode, mentre la relazione tra Sofía e Daniel viene messa alla prova da Vanessa, l'ex di Daniel, dalla relazione che i loro genitori hanno avuto in passato, e dalla generale disapprovazione altrui perché provengono da due mondi economicamente diversi.
Nel frattempo, la nuova storia tra Bárbara e Nico giunge alla fine quando tutta la scuola scopre ciò che è accaduto tra la ragazza e Max. Il ruolo di regina della Harold's, inizialmente appartenuto a Bárbara, viene preso da Jenny, la sorella minore di Daniel, ma Bárbara riesce a farle perdere credibilità rivelando a tutti che il suo nuovo ragazzo è gay. Con l'arrivo del nuovo anno, Liliana López-Haro accetta la proposta di matrimonio di Emiliano Zaga, spezzando il cuore a Marcelo Parra, Bárbara e Max si mettono insieme, mentre Sofía riceve la visita della vecchia amica Francesca, che, sentendosi ignorata, minaccia Sofía di portare alla polizia un video in cui la si vede spingere un ragazzo, che finisce a terra morto. Le indagini di Bárbara, Max e Nico portano a scoprire che in realtà il ragazzo era solo svenuto e Francesca viene portata in Canada dai genitori, mentre la storia tra Sofía e Daniel finisce perché la ragazza capisce che ci sono delle cose di sé che non può raccontargli. Anche Bárbara e Max si lasciano quando lei lo vede baciare Francesca.
Nonostante ami Marcelo, Liliana ed Emiliano si sposano, ma durante il viaggio di nozze l'uomo muore in un incidente d'auto e Max eredita l'impero finanziario di famiglia, nonostante i tentativi dello zio Federico di portarglielo via. Con l'arrivo dell'estate, Liliana e Marcelo partono per Città del Messico per trovare il figlio dato in adozione venti anni prima, Bárbara tenta invano di riconquistare Max dopo che Federico gli ha fatto credere che sono andati a letto insieme, Nico e Sofía si mettono insieme, mentre Daniel comincia a uscire con Vanessa.

## Episodi
| Stagione       | Episodi | Prima TV Messico |
| -------------- | ------- | ---------------- |
| Prima stagione | 25      | 2013             |

Il 15 dicembre 2013 la serie è stata raccolta in DVD e Blu ray, distribuiti da Zima Entertainment.

## Personaggi e interpreti

### Personaggi principali
- Sofía "Sof" López-Haro, interpretata da Sofía Sisniega.
Ha 18 anni e proviene da una delle famiglie più prestigiose del Messico.
- Bárbara "Barbie" Cornelia Fuenmayor, interpretata da Oka Giner.
Ha 18 anni ed è la figlia di Leonora Fuenmayor, una grande stilista, mentre suo padre Gerardo si è trasferito a Città del Messico con il modello Claudio dopo aver scoperto di essere gay. Ama la vita sociale; è la migliore amica di Sofía, ma non le è mai piaciuto vivere nella sua ombra.
- Daniel Parra, interpretato da Diego Amozurrutia.
Ha 18 anni e ama il surf e l'avventura. Viveva con la madre e la sorella Jenny in Argentina prima di trasferirsi ad Acapulco. La famiglia non è nella situazione finanziaria migliore perché il padre Marcelo ha investito tutto il denaro nell'acquisto di un hotel da ristrutturare.
- Nicolás "Nico" de la Vega, interpretato da Jon Ecker.
Ha 18 anni ed è il nipote di don César de la Vega, ex governatore di Guerrero. Insicuro e facile da manipolare, è da sempre innamorato di Sofía, ma la sua famiglia lo ha obbligato a impegnarsi con Bárbara, della quale è il fidanzato da tre anni.
- Jennifer "Jenny" Parra, interpretata da Macarena Achaga.
Ha 15 anni ed è la sorella minore di Daniel. Ha un carattere forte e uno spirito avventuroso; ammira Bárbara e vorrebbe essere come lei.
- Maximiliano "Max" Zaga, interpretato da Vadhir Derbez.
Ha 18 anni ed è il figlio del magnate Emiliano Zaga, che possiede la catena di hotel più lussuosa del paese. Il suo migliore amico è Nico, l'unica persona con cui si confida, e ama il lusso, le donne e i piaceri della vita.
- Vanessa García, interpretata da Margarita Muñoz.
Ha 19 anni ed è l'ex fidanzata di Daniel, tornata ad Acapulco per cercare di riconquistarlo dopo essere stata lasciata dal ragazzo, che aveva scoperto il suo tradimento. È una ragazza semplice e lavoratrice che ha sempre criticato i costumi di persone come Sofía e i suoi amici. Viene ospitata da Marcelo all'hotel Boca Chica, dove lavora. Il suo sogno è diventare una fotografa naturalista e lavorare per il National Geographic; non ha mai conosciuto suo padre.

### Personaggi secondari
- Liliana "Lili" López-Haro, interpretata da Issabela Camil.
Madre di Sofía ed Eric, quando era giovane ha avuto una relazione con Marcelo.
- Eric López-Haro, interpretato da Polo Morín.
Il fratello minore di Sofía, ha tentato il suicidio.
- Cecilia "Ceci" López-Haro, interpretata da Norma Lazareno.
Nonna di Sofía ed Eric, madre di Liliana.
- Leonora Fuenmayor, interpretata da Eugenia Cauduro.
Madre di Bárbara, è un'importante stilista.
- Dorotha "Dora", interpretata da Christina Pastor.
Governante di Bárbara.
- Marcelo Parra, interpretato da Eduardo Victoria.
Padre di Jenny e Daniel, quando era giovane ha avuto una relazione con Lili. Negli anni Novanta è stato un rocker di successo; si è appena trasferito ad Acapulco con la famiglia, dove ha acquistato l'hotel Boca Chica, che intende rimettere in sesto.
- Alicia Parra, interpretata da Carina Ricco.
Madre di Jenny e Daniel, negli anni Novanta era la corista della band di Marcelo. Detesta Liliana e vive a Buenos Aires.
- Santiago de la Vega "El Capitán", interpretato da Roberto Palazuelos.
Padre di Nico, è un arrampicatore sociale che ha mandato in bancarotta la famiglia.
- Ana Cecilia de la Vega, interpretata da Lisset[12].
Madre di Nico e figlia di César, è una donna remissiva che sogna di avere la famiglia perfetta.
- Don César de la Vega, interpretato da Rogelio Guerra.
Nonno di Nico, padre di Ana Cecilia ed ex-governatore di Guerrero[12].
- Emiliano Zaga, interpretato da Alexis Ayala.
Padre di Max, possiede gli hotel più lussuosi del Messico e non ha un buon rapporto con il figlio.
- Federico Zaga, interpretato da Josemaría Torre Hütt.
Zio di Max e fratello minore di Emiliano, è stato mandato da quest'ultimo in Alaska.
- Gaby, interpretata da Ela Velden.
Tirapiedi di Bárbara.
- Vivi San Román, interpretata da Fiona Palomo.
Tirapiedi di Bárbara. Ha un fratello maggiore, Paulo.
- Mandy, interpretata da Constanza Mirko.
Tirapiedi di Bárbara.
- Pamelita, interpretata da Regina Pavón.
Studentessa della Harold's, viene accettata nel gruppo delle tirapiedi dopo la detronizzazione di Bárbara.
- Francesca "Fran" Ruíz De Hinojosa, interpretata da Esmeralda Pimentel.
È un'amica di Sofía, ossessionata da lei. Lavora saltuariamente come modella e alcuni la chiamano con il soprannome "Panchita". Dopo la morte del fratello Ricardo il 1º gennaio 2012 a diciannove anni, è entrata in terapia. Cerca di far credere a Sofía che sia stata lei a uccidere Ricardo e la minaccia.

## Produzione
Il produttore Pedro Torres mostrò l'intenzione di realizzare una versione messicana di Gossip Girl il 23 agosto 2012, e poco dopo venne resa nota una parte del cast, tra attori principali e secondari, senza però indicarne i ruoli. In autunno, fu annunciato che Sofía Sisniega avrebbe interpretato Sofía López-Haro (Serena van der Woodsen), mentre Vadhir Derbez sarebbe stato il protagonista maschile, Maximiliano "Max" Zaga/Chuck Bass. A gennaio 2013, Roberto Palazuelos confermò la sua partecipazione alla serie nei panni di Santiago, il Capitano, trasposizione latina del padre di Nate Archibald. Fu inoltre annunciato che Belinda avrebbe dato volto alla versione messicana di Blair Waldorf, ma la notizia si rivelò falsa al momento della diffusione del primo video promozionale. Quest'ultimo, della durata di cinque minuti e mezzo, fu diffuso in Internet il 18 gennaio, rendendo pubblici anche i nomi che avrebbero formato il cast fisso: oltre a Sisniega e Derbez, Oka Giner (Bárbara Fuenmayor/Blair Waldorf), Macarena Achaga (Jenny Parra/Jenny Humphrey), Diego Amozurrutia (Daniel Parra/Dan Humphrey), Jon Ecker (Nicolás "Nico" de la Vega/Nate Archibald) e Polo Morín (Eric López-Haro/Eric van der Woodsen). Rispetto al cast di agosto, erano cambiate le attrici che interpretavano Bárbara e Jenny, che all'inizio erano, rispettivamente, Mariana Van Rankin e Ela Velden: la prima aveva rinunciato alla serie per un ruolo migliore, mentre la seconda era rimasta comunque nel cast nel ruolo di una delle tirapiedi di Bárbara.
Il produttore espresse l'intenzione di realizzare, in base agli ascolti, tre stagioni della serie. Le riprese dell'episodio pilota cominciarono il 25 novembre 2012 ad Acapulco, mentre il 21 gennaio iniziarono quelle degli altri episodi, per una durata prevista di cento giorni. Le riprese terminarono il 15 maggio. Nonostante a novembre 2013 gli attori avessero già firmato per una seconda stagione di 25 episodi, le cui riprese sarebbero cominciate a gennaio 2014 con Alejandro Tommasi come nuovo membro del cast, il 14 gennaio 2014 fu annunciato che la serie non sarebbe stata rinnovata; tuttavia, il seguente 11 marzo Vadhir Derbez fece sapere che non c'era ancora stata nessuna decisione definitiva.
La sigla della serie è la stessa della versione originale, ma in spagnolo e con video diverso. Paty Cantú, voce di Gossip Girl nella serie, ha inoltre interpretato un brano della colonna sonora, Dicen por ahí (Si dice che).

## Accoglienza
L'annuncio della serie fu accolto da critiche e commenti sarcastici sui social network, in particolare su Twitter, dove i fan si lamentarono della poca originalità e della location scelta; nonostante questo, si decise di realizzarla comunque, in quanto Gossip Girl: Acapulco era ritenuta dalla produzione un prodotto con delle potenzialità, che poteva anche aiutare nel rilancio dell'immagine di Acapulco, diventata una città pericolosa a causa delle lotte per la droga. Nel corso delle riprese, i commenti negativi continuarono.
I primi episodi ricevettero commenti misti. I detrattori giudicarono la serie negativamente per la scarsa qualità, mentre gli attori e i produttori si dimostrarono soddisfatti del risultato. Anche il settimanale Estilo DF si disse d'accordo con i produttori, scrivendo "Quel che è certo è che questa produzione di Pedro Torres mostra un'Acapulco spettacolare, una fotografia straordinaria, un tratto agile, divertente, polemico, e una grande recitazione che cattura il pubblico dall'inizio alla fine". Nella trasmissione su Telehit, la serie fu ben accolta e superò del 45% gli ascolti della versione statunitense, mentre nella trasmissione su Canal 5 ebbe una media di share del 6,5. La rivista Q elogiò la fotografia e l'alta qualità della produzione, oltre al talento dei giovani attori, mentre Publimetro trovò deludenti Bárbara, Daniel e Vanessa, troppo diversi dall'originale; non gradì come furono trattate la relazione tra Bárbara e Max e l'evoluzione di Jenny; criticò l'assenza del fattore modaiolo, giudicando il vestiario anonimo, e la rappresentazione poco veritiera degli adolescenti, dipinti come innocenti e ignari.